# Linda Godwinová
Linda Maxine Godwinová (*2. července 1952 v Cape Girandeau, stát Missouri, USA) je americká vědkyně, učitelka a kosmonautka. Ve vesmíru byla čtyřikrát.

## Život

### Studium a zaměstnání
V roce 1970 zdárně ukončila střední školu Jackson High School ve městě Jackson v Missouri a poté absolvovala vysokoškolská studia na univerzitě Southeast Missouri State a University of Missouri. Zakončila je v roce 1980 získáním doktorátu v oboru fyziky a nastoupila do NASA v Houstonu.
V letech 1985 až 1986 absolvovala výcvik a poté byla zařazena do oddílu astronautů. V něm zůstala do srpna 2011. Pak se vrátila učit jako profesorka na University of Minnesota
Vdala se za Ronalda Michaela Segu, s nímž má dvě děti. Později se rozvedli.

### Lety do vesmíru
Na oběžnou dráhu se v raketoplánech dostala čtyřikrát a strávil ve vesmíru 38 dní, 6 hodin a 13 minut. Absolvovala také dva výstupy do volného vesmíru (EVA), při nich v něm strávila přes 10 hodin. Byla 241. člověkem ve vesmíru, 14. ženou.
- STS-37 – Atlantis, (5. dubna 1991 – 1. dubna 1991), letový specialista
- STS-59 – Endeavour, start 9. duben 1994, přistání 20. duben 1994, velitel užitečného zařízení
- STS-76 – Atlantis, (22. března 1996 – 31. března 1996), letový specialista
- STS-108 – Endeavour (5. prosince 2001 – 17. prosince 2001), specialistka